# Leandro Cóccaro
Leandro Lionel Cóccaro, más conocido como Leandro Cóccaro,  (20 de octubre de 1982. Buenos Aires, Argentina) es un actor y docente de actuación argentino, reconocido por sus participaciones en televisión como Casi ángeles, Kally's Mashup, El elegido y Entre caníbales y en cine por haber protagonizado las películas "Nacido para morir", dirigida por Andrés Borghi, "Corazón Muerto" y la serie web Martín Mosca ambas dirigidas por Mariano Cattaneo.

## Biografía
Formado como actor con maestros como Norman Briski, Agustín Alezzo, Alejandro Catalán, Carlos Gandolfo, Joy Morris, Pompeyo Audivert y Pablo De Nito, entre otros, comenzó a trabajar en el año 2001.
En televisión participó de la reconocida telenovela Casi ángeles donde interpretó el personaje de Evaristo Gorki durante las temporadas 3 y 4. También participó en numerosas ficciones televisivas como El elegido, Kally's Mashup, Entre caníbales (telenovela), Jungle Nest, Montecristo (telenovela argentina) y muchas otras.
En cine protagonizó numerosas películas como Nacido para morir dirigida por Andrés Borghi, largometraje ganador del festival Buenos Aires Rojo Sangre como Mejor Película Nacional, proyectada en el Festival Internacional de Mar del Plata y en el festival BIFFF (Brussels International Fantastic Film Festival) en Bruselas, Bélgica, Corazón Muerto dirigida por Mariano Cattaneo, Érase una vez en Buenos Aires dirigida por Diego Labat y Agustín Ross y Polvareda dirigida por Juan Schmidt entre otras.
Como actor de teatro, se desempeñó en numerosas obras, tanto del circuito alternativo como del comercial. Entre ellas se destacan "La voluntad. Teatro a distancia" de Eva Halac, dirigida por Hernán Márquez (ganadora del premio Trinidad Guevara), "Calígula" de Albert Camus dirigida por Daniel Godoy, "De como el Sr. Mockinpott consiguió liberarse de sus padecimientos" de Peter Weiss dirigida por Daniel Godoy, "La pequeña historia" de Marco Antonio de la Parra dirigida por Román Caracciolo y Los Kaplan escrita y dirigida por Eva Halac donde comparte elenco con Ricardo Mario Darín, Claudio Rissi, Jorge D'Elía, Tina Serrano y elenco.
También incursiona en la producción de contenido audiovisual en formato de series web y escribe, protagoniza y produce la serie web Martín Mosca, que trata sobre un personaje que inventa una máquina del tiempo y la usa para resolver problemáticas de su vida cotidiana. La serie fue coescrita y coproducida junto al actor Hernán Márquez y el director de cine Mariano Cattaneo, quedando a cargo de este último la dirección de la misma. La serie fue nominada a los premios Premios Martín Fierro en la categoría "Mejor serie web" en el año 2013.
Además escribe, produce y protagoniza la serie web de humor absurdo Planeta Perinola junto a los hermanos Agustín Frías y Gastón Frías, actores los dos, que goza de notable éxito en Youtube y redes sociales.
Desempeña la tarea docente desde el año 2010 dictando diversos talleres y seminarios de actuación en distintos lugares, donde se destacan el Teatro IFT y el Centro Cultural Ricardo Rojas.

## Trayectoria Profesional

### Televisión
| Año       | Título           | Personaje       | Canal          | Notas                  |
| --------- | ---------------- | --------------- | -------------- | ---------------------- |
| 2019      | Simona           | Dr. Díaz        | Canal 13       | Participación eventual |
| 2018      | Kally´s Mashup   | Paco Dismidio   | Nickelodeon    | Participación eventual |
| 2018      | Golpe al corazón | Doctor Escudero | Telefé         | Participación eventual |
| 2016      | Jungle Nest      | Mr. Softich     | Disney Channel | Participación especial |
| 2015      | Entre Caníbales  | Periodista      | TELEFE         | Participación eventual |
| 2014      | Somos familia    | Mariano Barbosa | TELEFE         | Participación especial |
| 2010      | Secretos de Amor | Cristóbal       | TELEFE         | Participación especial |
| 2009/2010 | Casi Angeles     | Evaristo Gorki  | TELEFE         | Elenco de reparto      |

### Cine
| Año  | Película                       | Personaje         | Director                         |
| ---- | ------------------------------ | ----------------- | -------------------------------- |
| 2021 | Una tumba para tres            |                   | Mariano Cattaneo                 |
| 2015 | Érase una vez en Buenos Aires  | Reser             | Diego Labat / Agustín Ross       |
| 2014 | Nacido para morir              | Marcelo Riesgo    | Andrés Borghi                    |
| 2014 | Corazón muerto                 | Claudio           | Mariano Cattaneo                 |
| 2013 | Polvareda                      | El Facha          | Juan Schmidt                     |
| 2010 | La casa por la ventana         | Osvaldo Cox (voz) | Juan Olivares y Esteban Rojas    |
| 2007 | Masacre Marcial IVX            | Máxima Protección | Pablo Marini / Matías Lojo       |
| 2006 | Bienvenidos al horror          | Daniel            | Mariano Cattaneo                 |
| 2003 | La extraña naturaleza del amor | Pablo             | Elena Massa / Juan Manuel Candal |

### Teatro
| Año       | Obra                                                                            | Autor                                                | Personaje           | Director                     |
| --------- | ------------------------------------------------------------------------------- | ---------------------------------------------------- | ------------------- | ---------------------------- |
| 2023      | La segunda muerte de Juan Moreira                                               | Raúl Brambilla                                       | El Payo             | Raúl Brambiila               |
| 2022/2023 | Babel Cocina                                                                    | Rita Terranova y Patricia Suarez                     | Pedro               | Rita Terranova               |
| 2018      | El herrero y la muerte                                                          | Jorge Curi y Mercedes Rein                           | Jesús y varios      | Enrique Cabaud               |
| 2017      | Jardín de la miseria (versión de "El alma buena de Se-chuan" de Bertolt Brecht) | Bertolt Brecht: Versión Leandro Cóccaro / Laura Wich |                     | Leandro Cóccaro / Laura Wich |
| 2017/2018 | La voluntad. Teatro a distancia.                                                | Eva Halac                                            | José Vázquez        | Hernán Márquez               |
| 2016      | Máscaras desnudas                                                               | Sobre textos de Luigi Pirandello                     | Cecé / Fernando     | Federico Tombetti            |
| 2015      | La pequeña historia                                                             | Marco Antonio de la Parra                            | Fredes              | Román Caracciolo             |
| 2014      | Amor de Don Perlimplín con Belisa en su jardín                                  | Federico García Lorca                                | El Duende           | Ezequiel Molina              |
| 2013      | La mujer del domingo                                                            | Ted Willis                                           | Asist. de dirección | Daniel Suárez Marzal         |
| 2011/2012 | Los Kaplan                                                                      | Eva Halac                                            | Mitia               | Eva Halac                    |
| 2011      | Los días de la Comuna                                                           | Bertolt Brecht                                       | Philippe            | Roberto Aguirre              |
| 2009/2010 | De como el Sr. Mockinpott consiguió liberarse de sus padecimientos              | Peter Weiss                                          | Médico / Angel      | Daniel Godoy                 |
| 2008      | Los negros pájaros del adios                                                    | Oscar Liera                                          | Gil                 | Jorge Paz                    |
| 2007/2008 | Calígula                                                                        | Albert Camus                                         | Calígula            | Daniel Godoy                 |
| 2005      | Último premio                                                                   | Eduardo Rovner                                       | Daniel              | Fabio Zurita                 |

## Distinciones
- Martín Mosca serie web (nominada premios Martín Fierro en la categoría "Mejor serie web", 2013)